# Ceuthomantidae
Ceuthomantidae is een familie van kikkers uit de superfamilie Brachycephaloidea. De groep werd voor het eerst beschreven door Matthew P. Heinicke, William Edward Duellman, Linda Trueb, Bruce Means, Ross Douglas MacCulloch en Stephen Blair Hedges in 2009.
Er zijn 4 verschillende soorten in 1 geslachten. Alle soorten komen voor in Midden- en Zuid-Amerika.

## Taxonomie
- Geslacht Ceuthomantis Heinicke, Duellman, Trueb, Means, MacCulloch & Hedges, 2009